# Because You Left
Because You Left (Porque os fuisteis en España y Porque te fuiste en Latinoamérica) es el primer episodio de la quinta temporada de la serie de televisión Lost, de la cadena ABC. Fue emitido el 21 de enero de 2009 en Estados Unidos por la ABC y en Canadá por la CTV, consiguiendo reunir una audiencia media de 11,6 millones de espectadores.
Damon Lindelof, cocreador de la serie, y Carlton Cuse, productor ejecutivo, fueron los encargados de realizar el guion del episodio, mientras que Stephen Williams se encargó de la dirección.
Los supervivientes que se quedaron en la isla comienzan a sufrir los efectos de que esta se moviera. Jack Shephard y Benjamin Linus comienzan su búsqueda para reunir a los Seis de Oceanic, junto con el cuerpo de John Locke, con el fin de regresar a la isla.

## Trama
El episodio comienza en los años 1970, época en que la Iniciativa Dharma estaba construyendo sus estaciones en la isla. En la Estación Flecha va a comenzar la producción de un vídeo de orientación del doctor Pierre Chang, que se presenta con el seudónimo de Marvin Candle, cuando llegan empleados con información urgente sobre un incidente en las obras de la Estación Orquídea y él se dirige hasta el sitio, donde concluye que han encontrado una fuente de energía ilimitada que les podría permitir manipular el tiempo. Cuando sale de esa estación se topa casualmente con Daniel Faraday, quien viste el uniforme de los obreros de construcción de Dharma.
En 2005, a medida que la isla está siendo trasladada, tal y como se vio en el episodio "There's No Place Like Home", los supervivientes del Vuelo 815 de Oceanic, el equipo que llegó en el carguero y Juliet Burke comienzan a experimentar saltos erráticos a través del tiempo, los cuales no afectan a Los Otros. El primer salto los conduce al día en que se estrelló el avión donde estaba el hermano de Mr. Eko. John Locke es herido en una pierna por Ethan Rom, quien aún no lo conoce. Mientras tanto, Sawyer, Juliet y el equipo del carguero van a la Estación Cisne para determinar en que fecha están, puesto que Daniel Faraday les asegura que posiblemente estén viajando en el tiempo. 
Un segundo salto en el tiempo lleva al grupo después de la destrucción de la estación, rescatando a Locke de Ethan en el proceso. Cuando Sawyer lo presiona para que explique lo que pasa, Daniel Faraday compara esta experiencia con los saltos de un tocadiscos en un disco rayado. Locke es contactado por Richard Alpert, quien lo reconoce y cura su herida, le informa que no se reconocerán en su próximo encuentro y le explica que la única manera de parar los movimientos erráticos en el tiempo es traer de regreso a cada uno los que han salido de la isla, y que Locke tendrá que morir para lograrlo. En la Estación Cisne, que ahora ha sido reconstruida, Sawyer intenta contactar con Desmond Hume, a quien cree adentro. Cuando no encuentra respuesta, Daniel le explica que el pasado no puede cambiarse y retornan a la playa. Sin embargo, Daniel se queda atrás para conversar con Desmond (en un cuarto para materiales peligrosos) y le dice que cuando salga de la isla vaya a la Universidad de Oxford y encuentre a su madre, para que logre salvar a los sobrevivientes.

Flashforward
En 2007, Hugo escapa del sanatorio y, junto con Sayid, se refugia en un sitio seguro; pero allí se han infiltrado dos hombres armados. Sayid mata a estos hombres, pero ellos logran herirlo con un dardo y se desmaya. 
En Los Ángeles, dos abogados visitan a Kate y le muestran una orden judicial para hacer una prueba de maternidad a ella y a Aarón, quien como se recuerda es realmente el hijo de Claire. Kate les niega la entrada y los abogados asegurán que volverán co un alguacil. Justo después, Kate empaca una maleta y se va con Aarón.
En otro flasforward, Sun está en el aeropuerto de Londres, Inglaterra, tratando de viajar a Los Ángeles, cuando es abordada por Charles Widmore. Ella le dice que ambos desean matar a Benjamin Linus, lo que significa que tienen un interés común. Entre tanto, Ben y Jack salen de la funeraria con el cadáver de Locke y se enteran de que Hugo ha huido, lo cual amenaza el plan de Ben de reunir a los seis para regresar a la isla. En un yate en algún sitio en el océano, Desmond recuerda al despertar lo que Daniel le pidió y sale hacia Oxford.

## Reparto
- Naveen Andrews es Sayid Jarrah.
- Henry Ian Cusick es Desmond Hume.
- Jeremy Davies es Daniel Faraday.
- Michael Emerson es Benjamin Linus.
- Matthew Fox es Jack Shephard.
- Jorge García es Hugo "Hurley" Reyes.
- Josh Holloway es James "Sawyer" Ford.
- Yunjin Kim es Sun Kwon.
- Ken Leung es Miles Straume.
- Evangeline Lilly es Kate Austen.
- Elizabeth Mitchell es Juliet Burke.
- Terry O'Quinn es John Locke.